# Shiv'ah

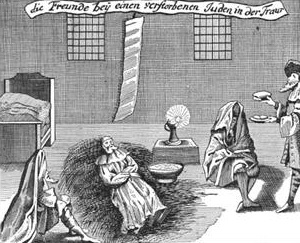
Présentation du pain d'affliction à une famille d'endeuillés, in Juedisches Ceremoniel par Georg Puschnera, éd. Peter Conrad Monath, Nuremberg, 1724

Shiv'ah (שבעה hébreu pour « sept » ou Schiva ou Chivah dans la graphie traditionnelle française) est le nom de la période de deuil observée dans le judaïsme par sept catégories de personnes pendant une semaine de sept jours à dater du décès ou de l'enterrement d'une personne à laquelle ces personnes sont apparentées au premier degré, où elles sont soumises à différentes règles rompant leur habituel quotidien.  
La durée de sept jours « est fondée notamment sur l’épisode biblique où Joseph pleura sept jours la mort de son père (Genèse, 10) ». Dans le judaïsme, ce chiffre « représente le concept d’achèvement dans ce monde, comme l’ont été les sept jours de la création ».

## Apparentés au premier degré

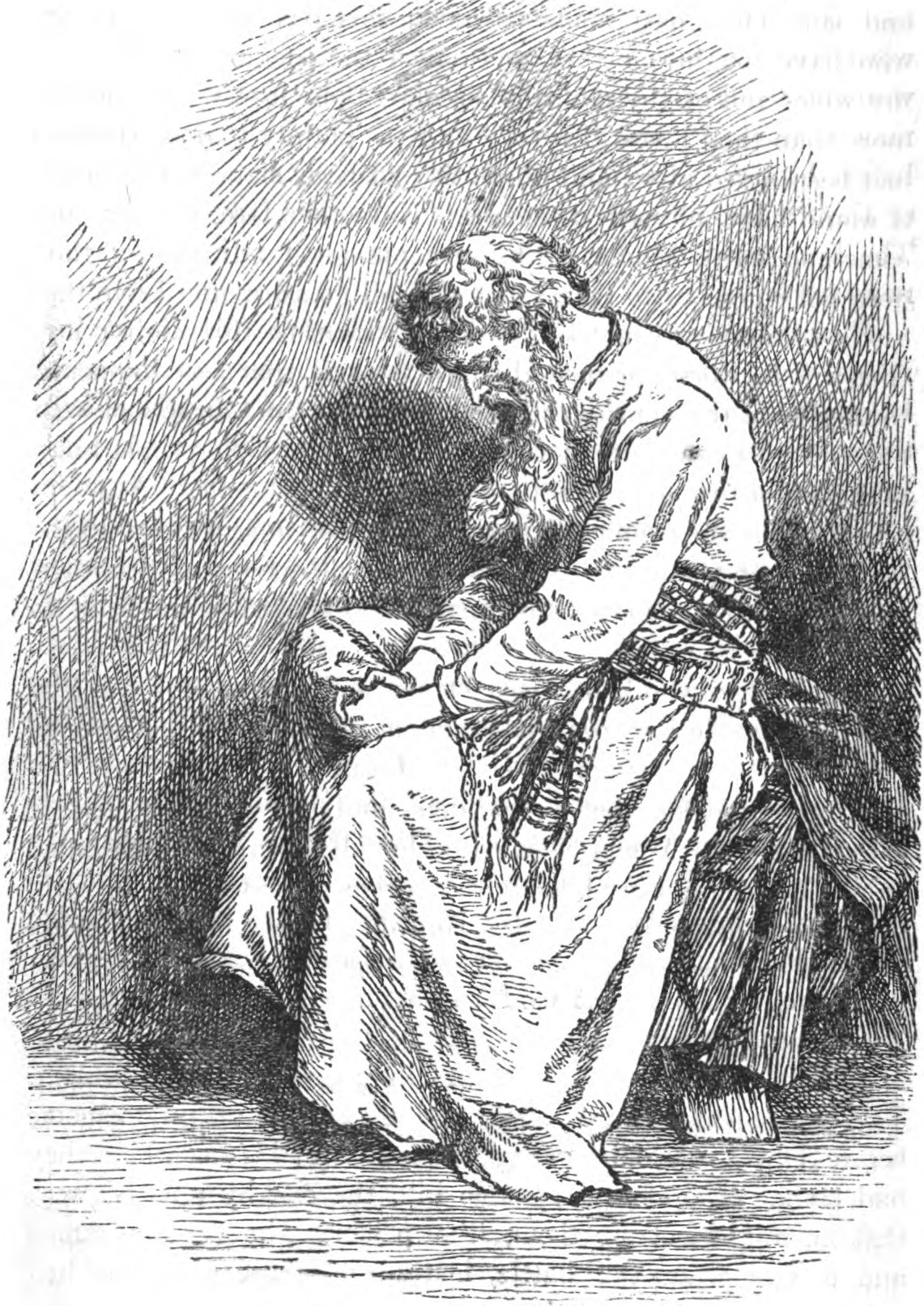
Deuil de David pour Absalom, 1873

Il s'agit : 
- du père,
- de la mère,
- du fils,
- de la fille,
- du frère,
- de la sœur,
- du conjoint

de la personne morte.

## Règles de la Shiv'ah
Il existe beaucoup de règles concernant la Shiv'ah, créant une grande interruption dans la routine quotidienne. Leur but est d'honorer le mort, d'une part, et d'autre part, de permettre à l'endeuillé de vivre son traumatisme dans toute sa dimension, afin de l'aider à surmonter cette perte.  
Aux funérailles, on réalise une déchirure (Qeri'ah, קריעה) près du cœur sur un vêtement extérieur porté par l'endeuillé de premier degré, qui n'est pas réparée pendant la durée de la Shiv'ah, et symbolise matériellement la perte et le chagrin. Une alternative chez des Juifs non orthodoxes ou les Juifs réformés est de s'épingler un ruban noir, déchiré et porté toute la période.  
À la sortie du cimetière et avant d'entrer dans la maison de deuil, toutes les personnes présentes procèdent à l'ablution des mains. 
Une fois retournés de l'enterrement, les apparentés au premier degré prennent le statut d'"Avelim" et d'affligés. Ce statut dure sept jours (si l'endeuillé retourne chez lui avant le coucher du soleil, ce jour est considéré comme le premier des sept jours), au cours desquels les endeuillés de la famille se rassemblent pour vivre ensemble dans la maison de la Shiv'ah qui sera celle du défunt (car il est dit : « Là où une personne a vécu, son esprit continue à y habiter ») ou celle de l'un des endeuillés au premier degré.
Là, les endeuillés s’assoient sur des sièges bas pour consommer le « repas de condoléances »  qui inaugure leur semaine de réclusion, que la famille, les voisins ou la communauté se doivent de leur procurer afin de leur montrer combien est fort le désir de ceux qui les entourent de les soutenir et réconforter. 
Il est de coutume de couvrir les miroirs dans la maison de deuil pendant la période de Shiv'ah car la personne affligée ignore « son apparence physique et toutes les futilités afin de se concentrer sur l’essentiel qui est son âme... En voilant les miroirs, on symbolise son éloignement des regards de la société ». 
Une bougie commémorative y est allumée et doit brûler jour et nuit pendant toute la semaine. En effet, « la mèche de la bougie et la flamme sont comparées... au corps et à l’âme ainsi qu’au lien solide qui unit ceux-ci. Comme l’âme cherche à s’élever vers ce qui est bon et juste, la flamme aussi monte en brûlant vers le ciel ». La contempler rappelle que l’âme du défunt, qui vient de disparaître, est éternelle.
L'affligé n'est plus astreint aux commandements positifs du judaïsme. Les activités suivantes lui sont interdites :
- Il ne peut réaliser aucune forme de travail, ni les courses ni la cuisine ni le nettoyage de la maison (sauf dans le seul cas où personne d'autre ne peut le faire pour lui). Cela inclut naturellement les occupations, les engagements professionnels, etc.
- Il ne peut porter de chaussures en cuir.
- Il ne peut avoir de rapport sexuel.
- Il ne peut pas étudier la Torah, sauf pour apprendre les lois du deuil, réciter des psaumes (tehilim, תהילים, « louanges »), lire le Livre de Job ou le Livre des Lamentations.
- Il ne peut saluer personne (« Bonjour », « Au revoir », et surtout pas « Shalom »). Après les trois premiers jours, il peut répondre à ceux qui lui demandent des nouvelles de sa santé.
- Il ne se lave pas (bien que dans la Mishna (Berakhot chap 2), Rabban Gamliel limite cette interdiction aux ablutions d'agrément) et ne s'applique pas de produits cosmétiques ou de parfum.
- Il ne peut se raser, ni se couper les cheveux ni les ongles pendant 30 jours (y inclus les sept jours de la Shiv'ah). Il ne se change pas, ne lave pas ses vêtements, ne les repasse pas, et ne porte pas d'habits propres.
- Il ne peut s'asseoir que sur des coussins, des matelas ou des sièges bas de moins de 30 cm de haut.
- Il ne peut quitter la maison, sauf pour se rendre à la synagogue à Shabbat ou quitter la maison de deuil tard la nuit (s'il a du mal à dormir dans le lieu où se tient la Shiv'ah).
- Il ne peut prendre part à des occasions joyeuses pendant 30 jours, ou 12 mois si c'est l'un de ses parents qu'il a perdu. Toutefois, il est autorisé à assister au mariage ou à la Brit milah de son propre enfant, y compris durant la Shiv'ah.

Ces changements dans le quotidien de l'endeuillé durant la Shiv'ah symbolisent sa déchéance et représentent assez fidèlement son état d'esprit anhédonique et démotivé, restant en cela tout à son deuil durant une semaine.
Durant la Shiv'ah, les affligés reçoivent les autres membres de la famille et les visiteurs, passant ces jours assis à même le sol ou sur des chaises inconfortablement basses, à pleurer et évoquer leur mort : trois jours pour le pleurer, quatre jours pour remémorer ses mérites en ce monde.

### Shabbat et jours saints
Comme la Shiv'ah dure une semaine, il est donc obligatoire qu'un Shabbat y soit inclus. Le Shabbat, la Shiv'ah continue sur un mode privé, supprimant les signes externes par respect pour le saint jour : l'endeuillé peut porter des vêtements propres, des chaussures de cuir, consommer de la viande et du vin et occuper sa place habituelle à la synagogue. Il ne peut toujours pas se laver, ni lire la Torah ou avoir des rapports conjugaux. 
Par ailleurs, si le décès survient le Shabbat, l'inhumation est repoussée au dimanche, ainsi que le début du deuil.
Contrairement au Shabbat, l'entrée d'une fête juive met fin à la période de deuil de la Shiv'ah : si quelqu'un décède et est enterré avant Rosh Hashana, Yom Kippour, Soukkot, Pessa'h ou Shavouot, l'entrée de la fête met fin à cette première période de deuil, comme si l'endeuillé avait respecté les sept jours de la Shiv'aht. Il est toutefois permis d'émettre quelques manifestations discrètes : par exemple, l'endeuillé ne se revêtira pas de blanc à Pessa'h. Si l'enterrement se passe pendant un jour de fête juive, le début de la période de deuil attend la fin de la fête. Dans les communautés de la Diaspora, où le dernier jour du festival est un second jour de Yom Tov supplémentaire, ce jour compte comme le premier jour de Shiv'ah, même si le deuil en public ne commence pas avant la fin du Yom Tov.
'Hanoukka, Pourim et 'Hol HaMoëd ne sont pas considérés comme jours de fête. En revanche, ils ont un statut équivalent au Shabbat, en ce que les manifestations extérieures du deuil sont atténuées.

## Coutumes pour la famille et les amis des endeuillés
Le soutien aux endeuillés est considéré non seulement comme un acte de 'hessed (générosité, amour...) mais aussi comme une très grande mitzvah (littéralement « prescription », mais ici « acte agréable à l'Éternel »), plus grande encore que la visite aux malades, car elle permet d'honorer à la fois le mort et les vivants.

### Repas
Après l'enterrement, il est de coutume que la famille non-endeuillée, les amis et voisins préparent une Seoudat Havra'ah pour les Avelim (endeuillés). Selon le Shulkhan Aroukh  (La Table dressée) abrégé, synthèse des lois juives depuis l'antiquité talmudique, « Le premier jour, il est interdit à l’avel [l’endeuillé] de prendre au premier repas de la nourriture lui appartenant ».  
Ce repas est le premier qu'il mange de la Shiv'ah et est généralement composé de petit pain (considéré comme essentiel pour la vie), d'œufs durs (ronds comme le cycle de la vie), de lentilles ou de pois chiches (ronds également), d'olives (noires et rondes) et/ou de légumes cuits, de thé ou café voire d'alcool fort dit « eau de vie »,.  
Il est bon que tous les autres repas pendant la Shiv'ah soient également préparés, apportés et servis par l’entourage des affligés. 
Si cela ne peut être pris en charge par l'entourage et les visiteurs des endeuillés, beaucoup de communautés juives s'arrangent pour que ses membres organisent les repas pour les endeuillés. 
Si des offices de prière sont organisés dans la maison de deuil, il est de coutume qu'un endeuillé adulte officie la prière lorsqu'il en est capable (dans les communautés orthodoxes et traditionalistes, cette obligation et cet honneur ne reviennent qu'aux hommes adultes).

### Visite à l'endeuillé

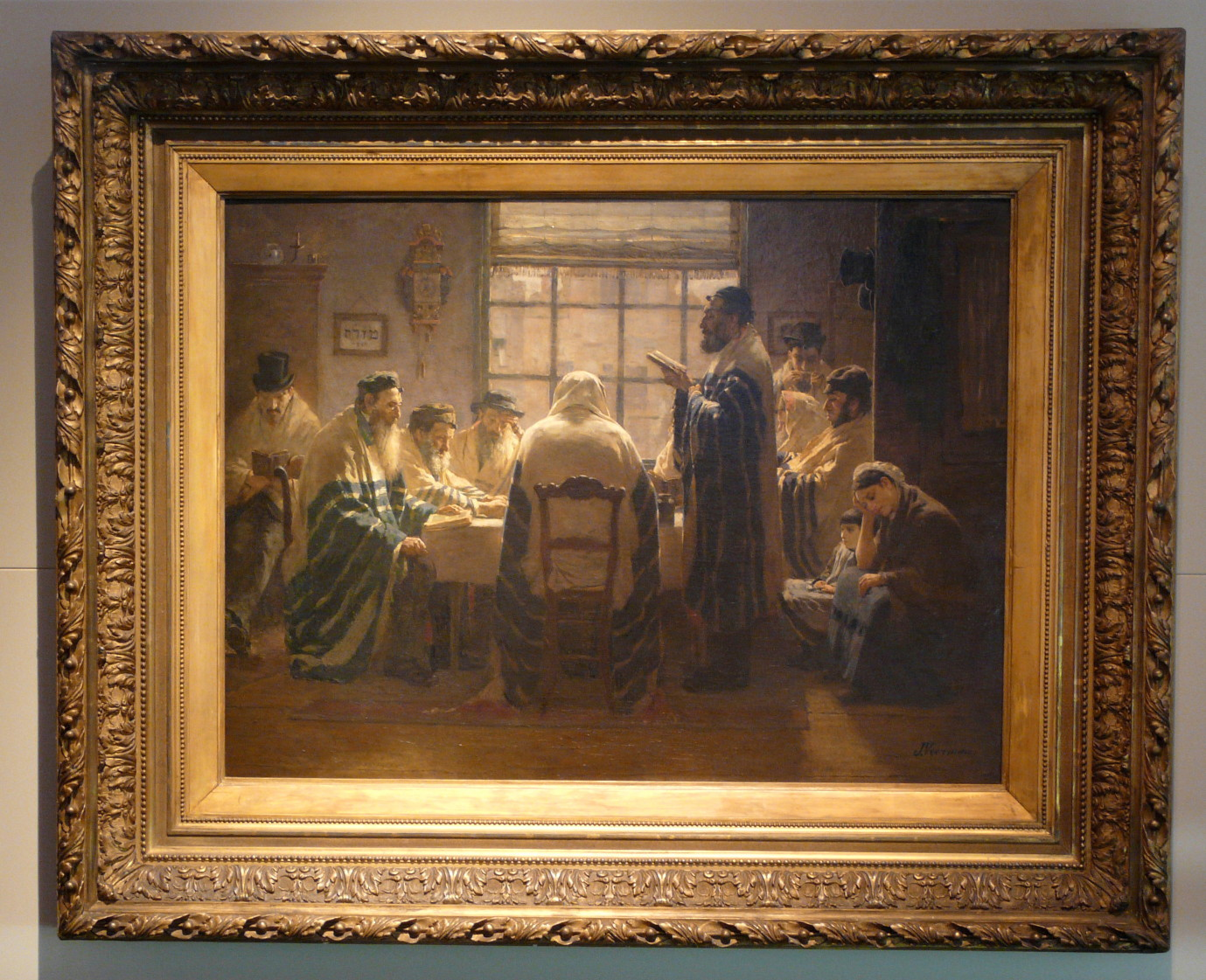
Jours de deuil, Jan Voerman, v. 1884

Au cours des sept jours suivant l'enterrement, la mitzvah de 'hessed s'étend à visiter les endeuillés pour exercer auprès d'eux le devoir de consolation (nihoum). Cependant, il est préférable de le faire après le troisième jour : le chagrin des endeuillés est si intense les trois premiers jours qu'ils ne peuvent réellement être confortés, sinon par le noyau de famille et d'amis très proches. 
Lors de la visite, on ne salue pas en premier l'endeuillé. On doit attendre que celui-ci entame la conversation. Il n'y a rien de « conseillé » ou « déconseillé » à dire mais il vaut souvent mieux, plutôt que de parler, encourager l'endeuillé à parler ; il en ressent souvent le besoin. 
On lui parle souvent du disparu, d'expériences passées, de récits de sa vie, dont il n'est ni interdit ni conseillé qu'ils soient amusants. 
Il ne faut jamais dire à un endeuillé de « s'asseoir » , ce serait un rappel de son état de deuil qu'il passe précisément assis. 
Lors de la visite, il faut aussi savoir partir lorsqu'on sent que l'endeuillé a besoin d'être seul, et sans être raccompagné à la porte. Lorsqu'on part, il vaut mieux éviter les formules de salutations et leur préférer la formule de consolation : HaMaqom yena'hem etkhem betokh she'ar avelei Tzion vi'Y[e]roushlayim (« Puisse le Lieu vous consoler au sein des endeuillés de Sion et Jérusalem »). 

### Septième jour
Commencée par le « repas de consolation », la Shiv'ah se termine par une cérémonie appelée hesger (clôture) qui comprend des prières dont le kaddish, une exégèse talmudique ou ésotérique et une collation de rupture de deuil. Dans certaines communautés, il est de coutume d'offrir des « mendiants » (assortiment d'amandes, noisettes et fruits secs) ou de petits gâteaux secs sur lesquels une courte bénédiction pour l'élévation de l'âme du défunt est prononcée, avant d'être consommés.
Au septième jour de la Shiv'ah, après un instant de deuil, l'on dit aux endeuillés de « se lever », signe pour eux que la Shiv'ah est terminée. Ils peuvent désormais se laver, changer leurs vêtements et doivent « recommencer à vivre ».

## Après la Shiv'ah
La shiv'ah achevée, les activités reviennent graduellement à la normale. Les endeuillés continuent de réciter quotidiennement le kaddish des endeuillés lors des offices synagogaux pendant 1 mois (11 pour un parent), et il existe des restrictions par rapport aux festivités et occasions joyeuses, en particulier lorsque de la musique est jouée. 
Dans les communautés traditionalistes et orthodoxes, les hommes sont encouragés à réciter le kaddish des endeuillés, et s'il n'y a pas de parents mâles de l'endeuillé, on fait appel à un homme non-apparenté (mais en aucun cas à une femme). Toutefois, cette pratique (de faire appel à un homme non-apparenté) est découragée non seulement dans les communautés non-orthodoxes mais dans un nombre croissant de communautés orthodoxes elles-mêmes[réf. nécessaire].
Il est traditionnel de visiter la tombe au septième jour de la Shiv'ah ainsi qu'au trentième jour (le mois, Chlochim). Des éloges funèbres (hesped) y sont dites. Si le septième jour de la Shiv'ah tombe un Shabbat, on attend le lendemain pour « monter au cimetière ».

## Sources
- Jacques Ouaknin (Grand-rabbin), L'âme immortelle. Précis des lois et coutumes du deuil dans le judaïsme, éditions Bibliophane-Daniel Radford 2002, publié avec le concours du Consistoire de Paris  (ISBN 2-86970-059-8)
- Alfred J. Kolatch (Rabbin), Le Livre Juif du Pourquoi ?, traduit par le Dr A. Kokos, Collection Savoir, 
  - Tome I éditions MJR 1990  (ISBN 2-88321-002-0)
  - Tome II éditions MJR 1996  (ISBN 2-88321-018-7)
- (en) Sitting Shiv'ah in the Judaica Guide